# Arthur Beier

Die Mannschaft des FC Phönix 1907. Oben in der Mitte Arthur Beier.

Arthur Beier oder auch Artur Beier (* 15. Februar 1880 in Karlsruhe; † 31. Januar 1917 bei Malancourt) war ein deutscher Fußballspieler des Karlsruher FC Phönix. Er führte die Mannschaft als Kapitän zum deutschen Meistertitel 1909.

## Karriere

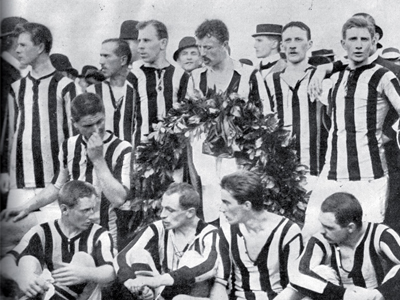
Beier (stehend, 2.v.r.) und Mitspieler
des Karlsruher FC Phönix als Deutscher Meister 1909

Beier war eine der frühen Spielerpersönlichkeiten des Karlsruher Fußballs, auch wenn er, von einem Einsatz bei einem der sogenannten „Ur-Länderspiele“ (1899 in Karlsruhe gegen England) abgesehen, nie Nationalspieler war. Aus beruflichen Gründen zog Beier 1898 zunächst nach Stuttgart, nach der Jahrhundertwende verbrachte der spätere Pädagogik-Professor einige Zeit in Calais und Kiel. In Kiel trug er großen Anteil an der dortigen Fußballentwicklung (siehe Holstein Kiel). Nach seiner Rückkehr 1904 prägte er die Mannschaft des FC Phönix, den er schon 1897 auf der Gründungsversammlung des Verband Süddeutscher Fußballvereine vertreten hatte, als Mittelläufer und Kapitän entscheidend mit und gewann mit ihm 1909 den deutschen Meistertitel. Beim 4:2-Endspielsieg in Breslau gegen den BFC Viktoria 1889 glich er die 1:0-Führung der Berliner nach einer halben Stunde aus. Beier war nicht nur in sportlicher Hinsicht maßgeblich am Aufstieg des FC Phönix beteiligt. Er finanzierte im Jahr 1906 gemeinsam mit Ferdinand Lang ein 18.000 m² großes Gelände in Neureut, sodass der Verein, der sich bis dahin den sogenannten Engländerplatz mit anderen Mannschaften hatte teilen müssen, erstmals über ein eigenes Vereinsgelände verfügte. Sein letztes Pflichtspiel bestritt im Juli 1912 gegen den Lokalrivalen Karlsruher FV.

## Sonstiges
Beier fiel als Soldat im Ersten Weltkrieg am 31. Januar 1917 bei Malancourt.
Über den rothaarigen, bärtigen „Leitwolf“ der Mannschaft, der im Kopfballspiel seine größte Stärke hatte, schrieb sein Mitspieler, der spätere langjährige Phönix-Vorsitzende Karl Wegele in der Festschrift „60 Jahre Karlsruher SC“: „Im Spiel ein großartiger Feldherr und vorzüglicher Soldat in einem, als Mensch von vorbildlichem Charakter, war er zur Führung berufen.“